# Rezalit

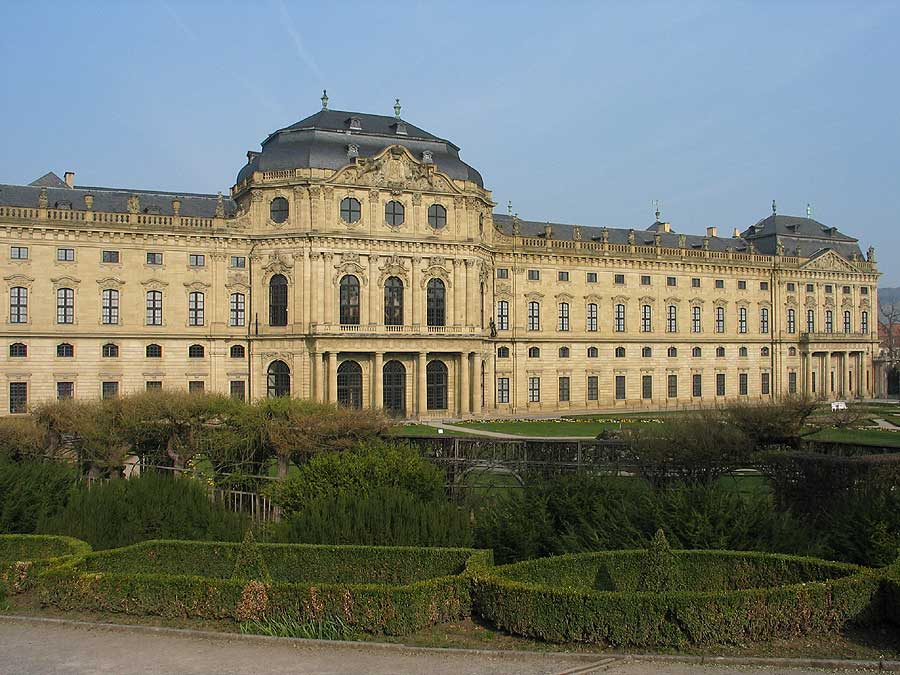
Rezalitul central al Palatului Episcopal din Würzburg, arhitect Balthasar Neumann

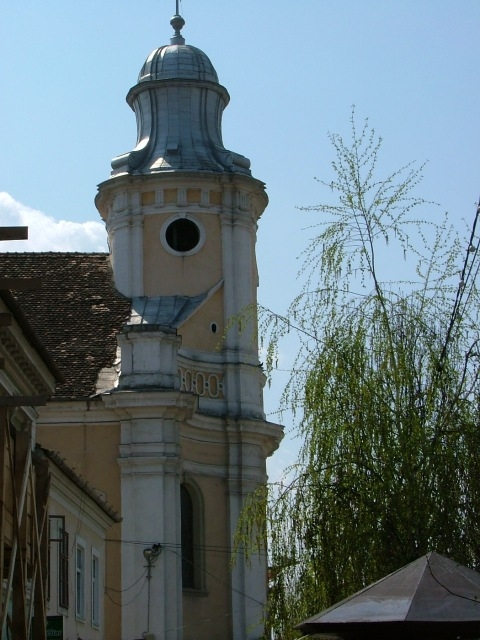
Rezalitul Bisericii Minoriţilor din Cluj, arhitect Johann Eberhard Blaumann

Rezalitul (din italiană risalto, în franceză ressaut, în germană Vorsprung) este un element de zidărie care se detașează din linia fațadei unui edificiu sub forma unei ieșituri, fie în scopul întăririi rezistenței (de exemplu contrafortul), fie din motiv decorativ, pentru a da o anumită structură planului clădirii, o anumită compoziție.
Rezalitul poate ascunde în interior o absidă sau poate găzdui un portal puternic profilat. În arhitectura modernă, deseori rezalitul maschează instalațiile interioare.
În arhitectura religioasă din Moldova rezalitul a fost frecvent utilizat pentru a masca absidele laterale (ex. Biserica Sf. Ioan din Piatra Neamț).